# Yevlax (raion)
Ievlakh est un raion de l'Azerbaïdjan. 

## Histoire
Yevlakh a été appelé comme village d'Yevlakh du gouvernement d'Elisavetpol sur des documents officiels appartenant au début du XIXe siècle, a été appelé comme comté de Djavanchir entre 1920 et 1935. La région d'Yevlakh a été créée le 20 février 1935 par décision du Central Comité exécutif de la RSS d'Azerbaïdjan. Yevlakh est devenue une ville le 1er février 1939, selon la décision du Soviet suprême de la RSS d’Azerbaïdjan,.
Chemin de fer Yevlakh-Khankendi, Yevlakh-Balakan, aéroport de Yevlakh, école secondaire du village de Khaldan, école d’échecs, école de sport pour jeunes,19 écoles secondaires de 10535 places, 15 écoles maternelles de 840 places ont été  mis en service,.

## Économie
Yevlakh est l'un des principaux rayons agricoles du pays. Les secteurs de la culture des céréales et du coton, ainsi que de l'élevage, ont joué un rôle important dans l'économie urbaine. Les agriculteurs cultivent également des pommes de terre, des légumes, de la pastèque et des fruits.
Yevlakh est également riche en ressources naturelles, comme les dépôts de sable de mélange d’argile, ainsi que les dépôts d’argile, de sable et de gravier nécessaires à la fabrication de briques.
L’autoroute Bakou-Gazakh, Yevlakh-Balakan, le chemin de fer Bakou-Tbilissi, l’oléoduc Bakou-Supsa et l’oléoduc Bakou-Tbilissi-Jeyhan traversent le territoire du  rayon. Yevlakh a également un aéroport domestique.
Chemin de fer Yevlakh-Khankendi, Yevlakh-Balakan, aéroport de Yevlakh, école secondaire du village de Khaldan, école d’échecs, école de sport pour jeunes, 19 écoles secondaires de 10535 places, 15 écoles maternelles de 840 places ont été  mis en service. 

## Éducation
Il existe 57 écoles d'enseignement général dans la région. Dix de ces écoles sont situées dans la ville et 47 d'entre elles se trouvent dans les villages et les quartiers de Yevlakh. 26 écoles maternelles opèrent dans le rayon d'Yevlakh. 7 d'entre eux sont situés dans la ville et 19 d'entre eux sont dans les villages. En outre, il existe cinq établissements d’enseignement tels que deux écoles de sport pour enfants, une école d’échecs, un centre créatif pour enfants et un centre de création technique.

## Presse et médias
Les journaux "Kür" (Koura) et "Təşəbbüs" (Initiative) sont publiés à Yevlakh.  

## Géographie
Le territoire du rayon est de 1 537 km². La région possède une ville, une commune et 52 villages. Le rayon de Yevlakh est bordé par le rayon d’Agdach, de Barda, de Tartar, de Goranboy, de Samoukh, de Gakh, de Chéki 

## Galerie

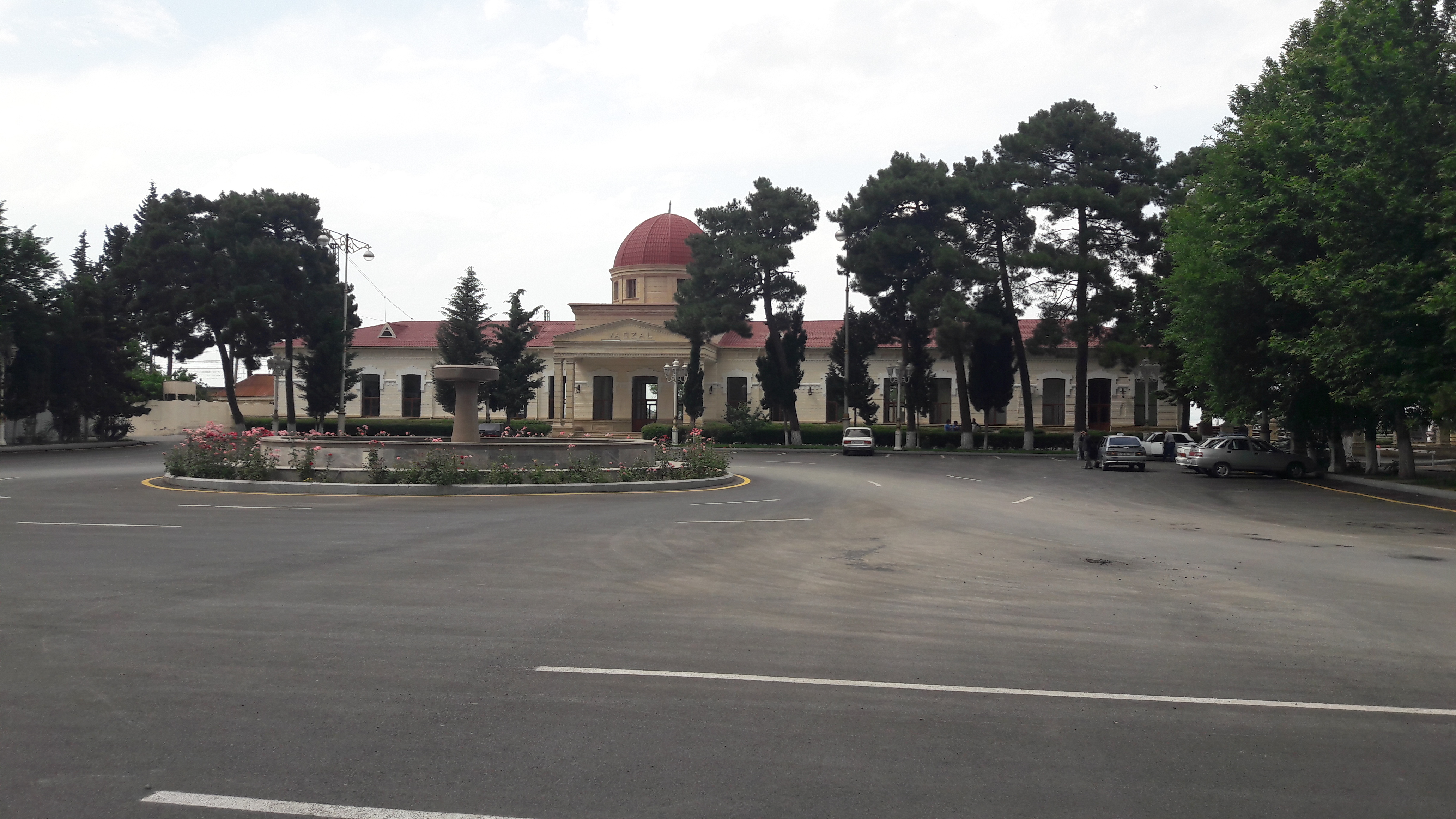

### Villages
| Meyvali Garamanli Koyuk Dallakar Namarli Hadjimahmoudlou Nuralilar Nematabad Yaldili Bunyadabad Salahli Huruouchaghi Baltchili Varvara Havarli Ekchém Marzili Youkhari Boudjag Gulovché Arach Youkhari Salamabad Achagi Salamabad Adjami | İsmayilabad Qaramammadli Rustamli Samadabad Qoyunbinassi Malbinassi Kover Kolani Narimanabad Duzdaq Tanriqulular Bochtchali Agqiraq Djirdaxan Hadjisselli Achagi Boudjaq Yenidja Béydilli Khaldan Gouchtchou Qaraoghlan Youkhari Garkhoun Axhagi Garkhoun Arabbasra Xanabad |